# کوه سید محمد

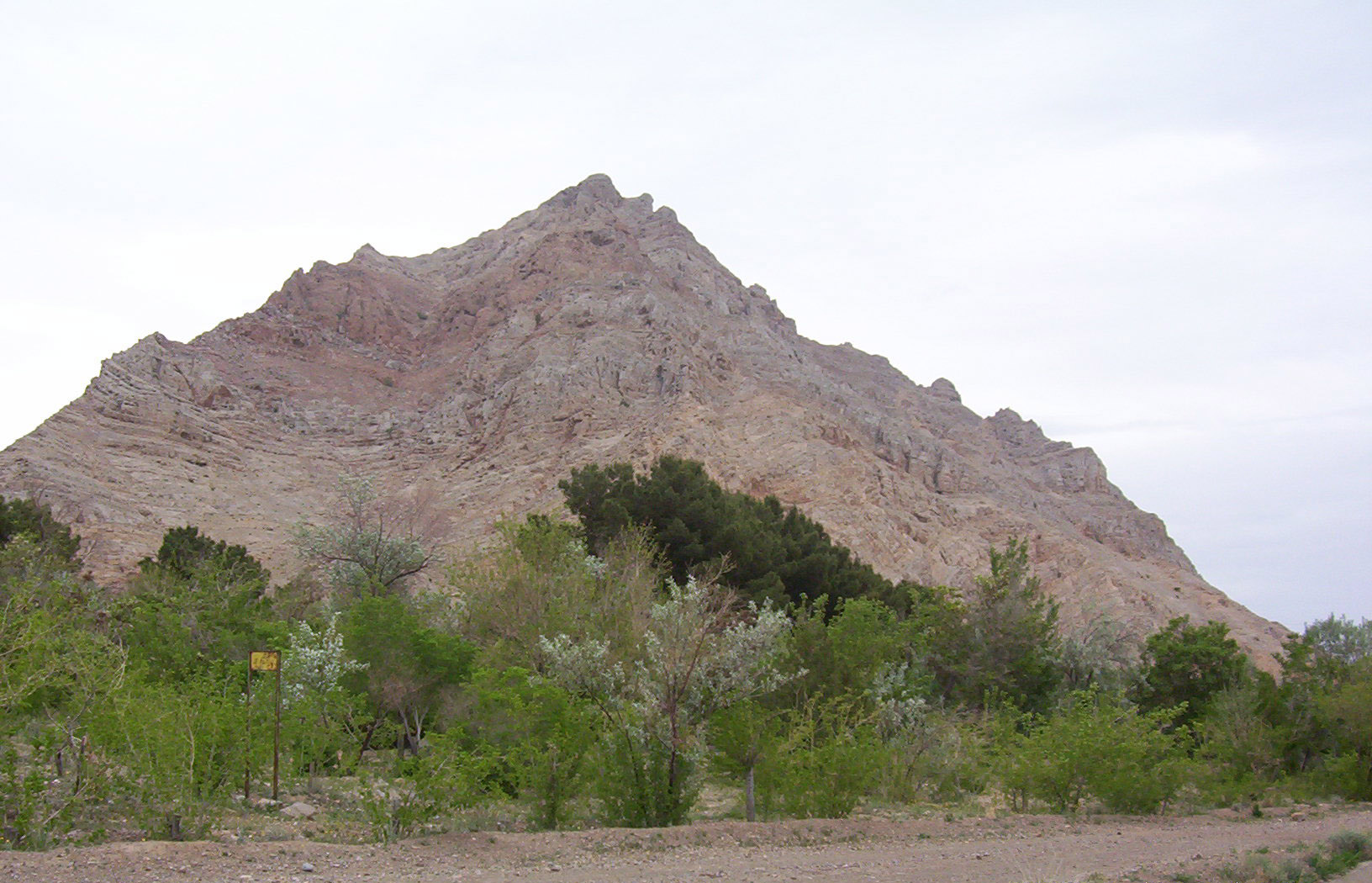
نمای کوه سید محمد از دانشگاه صنعتی اصفهان

کوه سید محمد یکی از کوه‌های مرتفع و رسوبی پراکنده است که نزدیک دانشگاه صنعتی اصفهان در خمینی شهر اصفهان واقع شده است. این کوه، نقطه پایانی رشته کوه هایی است که از سمت غرب و شمال غرب به سمت محدوده اصفهان کشیده شده اند. علت نام‌‌گذاری این کوه، قرار داشتن حرم امامزاده سید محمد در دامنه آن است.
در بالای دامنه این کوه (پشت حرم امامزاده سید محمد) تخته سنگی است که آن را با رنگ سبز مشخّص ساخته و به آن  سنگ عشق علی (در زبان محلی: سنگشعلی) می گویند. 
به عقیده افراد محلّی، در روزگار قدیم، این تخته سنگ به سمت پایین به حرکت در می آید اما به شکل معجزه گونه در نقطه فعلی می ایستد. آنان، این معجزه را به واسطه عنایت امام علی می دانند. 
گفته شده است که بر روی این تخته سنگ، نقشی شبیه اثر دو جای پا بر سنگ قرار دارد و آن را منسوب به امام علی دانسته و بر روی آن تخته سنگ، به اقامه نماز و دعا می پردازند.
توسعه روزافزون محیط پیرامونی آستان امامزاده سید محمد باعث دست اندازی به دامنه این کوه گردیده و دسترسی علاقه مندان به کوهنوردی را روز به روز سخت تر می نماید.